# مانتاسوآ
مانتاسوآ (به لاتین: Mantasoa) یک منطقهٔ مسکونی در ماداگاسکار است که در مانجاکاندریانا (بخش) واقع شده‌است.
 مانتاسوآ  ۱۰٬۰۰۰ نفر جمعیت دارد و ۱٬۳۹۷ متر بالاتر از سطح دریا واقع شده‌است.